# Joshua Millner
Joshua Kearney Millner (* 5. Juli 1847 in Dublin; † 16. November 1931 ebenda) war ein britischer Sportschütze aus Irland.

## Erfolge
Joshua Millner nahm an den Olympischen Spielen 1908 in London im Alter von 61 Jahren teil, bei denen er in drei Disziplinen antrat. Mit dem Freien Gewehr über die Distanz von 1000 Yards erzielte er 98 von 100 möglichen Punkten und damit das beste Resultat des Wettbewerbs. Millner gewann vor Kellogg Casey und Maurice Blood die Goldmedaille. Im Wettbewerb Laufender Hirsch belegte er im Einzelschuss den neunten sowie im Doppelschuss den 15. Platz.
Millner kam aus einer Familie, die erfolgreiche Wollhändler und -produzenten waren. Er übernahm später das Unternehmen. Von 1882 bis 1887 diente er als Lieutenant bei den Finsbury Rifles in der Territorial Army. Anschließend trat er der Carlow Militia des King’s Royal Rifle Corps bei, die 1908 aufgelöst wurde. Millner war im Range eines Colonels ihr letzter kommandierender Offizier gewesen. Im Ruhestand wandte er sich der Züchtung der Hunderasse Irish Red Setter zu und schrieb und veröffentlichte 1924 ein Buch darüber.